# Varlope

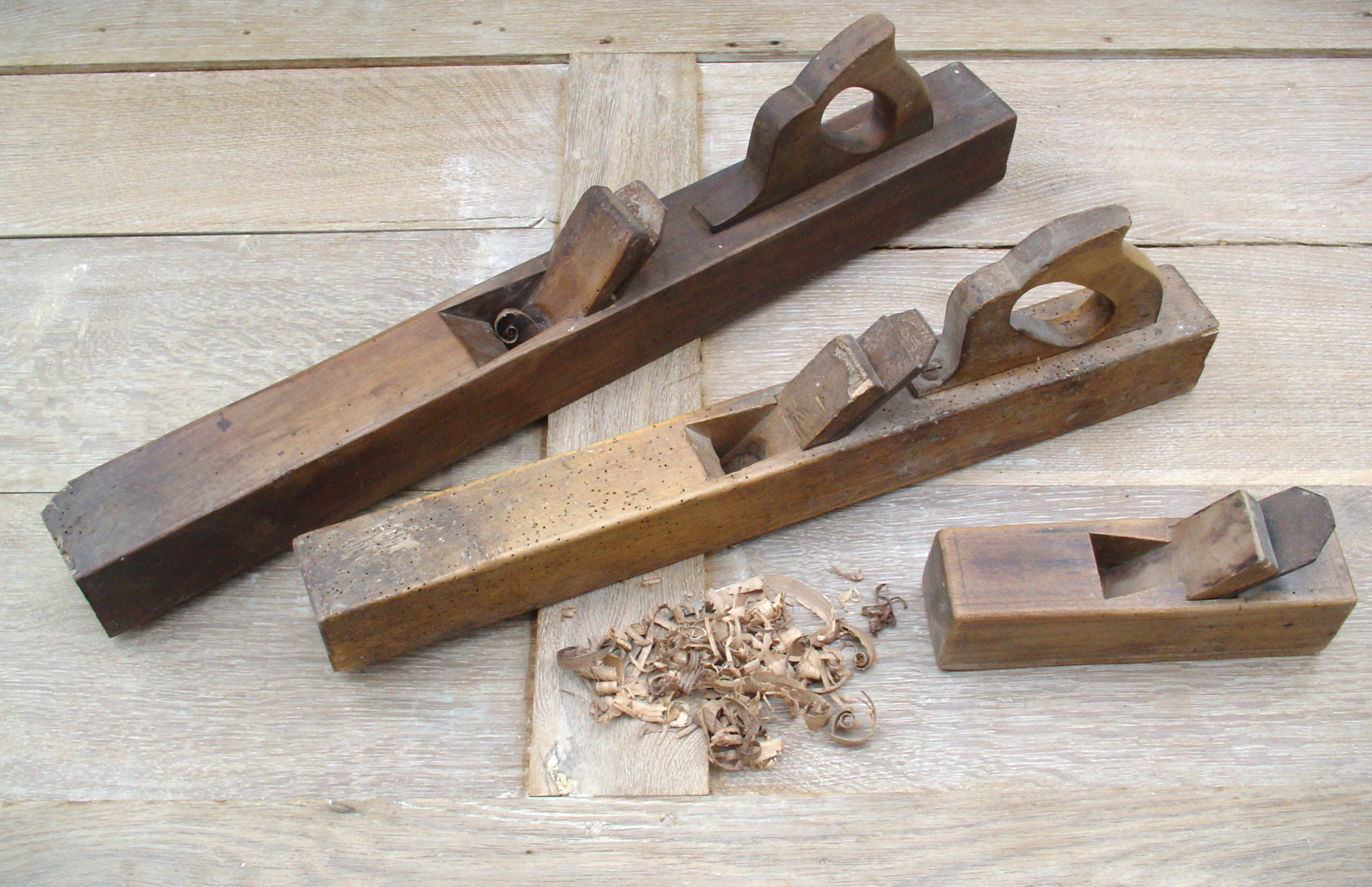
Deux varlopes et un rabot à côté d'un échantillon de copeaux de bois.

Une varlope, quelquefois verloppe, est un rabot qui possède une semelle allongée. Elle est utilisée par le charpentier, le menuisier et l'ébéniste pour dégauchir  le bois. 
Elle a été remplacée au XXe siècle par la dégauchisseuse, son équivalent motorisé.

## Composition
La varlope est constituée de :
- fût ;
- poignée – le plus souvent formée d'un morceau ajouté au fût. Cette poignée est percée d'un trou ovale pour passer les quatre doigts de la main droite, avec laquelle l'outil est conduit; la gorge formée par le crochet qui surmonte la poignée, portant entre le pouce et l'index ;
- corne – servant à appuyer la main gauche dont les doigts sont appliqués le long de la face droite du fût, tandis que le pouce s'étend sous la corne dans la gorge qu'elle forme avec le dessus. Cette corne est ordinairement du même morceau que le fût; quelquefois elle est prise dans un morceau ajouté. Ou exigeait autrefois que le fût, la poignée et la corne fussent d'une seule pièce; aujourd'hui la poignée peut être prise dans un morceau ajusté à rainure dans le fût; lorsque la poignée est ajoutée, elle est moins solide, cette partie de l'outil recevant tout l'effort du travail, il est plus convenable de la faire d'une seule pièce avec le fût. À l'égard de la corne, comme elle est sujette à se casser très souvent, on peut la supprimer: elle est d'ailleurs peu nécessaire, la pression de la main sur le fût est suffisante pour le diriger. On laisse à sa place une espèce d'écusson qui s'élève de quelques millimètres sur lequel on frappe avec le marteau pour ébranler le fer et le coin qui le maintient; lorsqu'il s'agit d'augmenter ou diminuer la saillie du tranchant ;
- fer – appliqué sur la pente de la mortaise. Son large tranchant doit être en ligne droite et dans le plan du dessus de la lame, le biseau en dessous; l'inclinaison du dessus du fer, par rapport à la semelle, est de 45 à 50 degrés ;
- coin – servant à serrer le fer pour l'assujettir. Il est échancré dans le bas et présente un chanfrein comme celui de la galère et de tous les rabots pour faire remonter les copeaux.

## Usage
« Pour faire usage de la varlope, le charpentier se place le long de la pièce qu'il s'agit de planer; l'ayant à sa droite, la main du même côté appliquée à la poignée, la gauche à la corne ou à son emplacement, les doigts allongés le long de la face du fût, le pouce étendu en dessus; il fait effort de la paume de la main droite sur la poignée pour appuyer sur le bois et pousser le fût en avant; de la main gauche il dirige la varlope et exerce une petite pression pour faire mordre le tranchant du fer, si le poids du fût ne suffit pas. Le charpentier pousse la varlope tant que son fer prend du bois; il marche à cet effet le long de la pièce et de manière à imprimer à l'outil un mouvement bien uniforme, parce que les inégalités marquent sur le bois. Lorsqu'il a fait faire à la varlope tout le chemin qu'elle peut parcourir utilement, il la ramène à reculons, en la faisant glisser, et mieux, en la portant pour la faire agir de nouveau de la même manière, à une autre place. 
En faisant mouvoir la varlope on donne à l'axe de son fût un peu d'inclinaison par rapport au chemin qu'on lui fait parcourir, pour que le tranchant se présente au fil du bois sous un angle qui diffère un peu de l'angle droit, afin qu'il coupe mieux; il suffit pour cela d'éloigner la main gauche un tant soit peu plus du corps que la droite.
On doit diminuer la saillie du fer à mesure que le travail se perfectionne et que les inégalités du bois disparaissent. Avant d'employer la varlope on passe la demi-varlope qui est un rabot de la même forme mais un peu plus petit et dont le fer présente un tranchant moins arrondi que celui du fer de la galère ou du riflard. La demi-varlope a pour objet d'enlever une partie des inégalités ou côtes longitudinales que laisse travail de la galère; la varlope achève de planer le bois qu'elle doit couper avec netteté, parfaitement uni, brillant et comme poli, si on a soin de ne donner que très peu de saillie au fer, et de tenir le tranchant bien affilé sur la pierre à l'huile. »